# Synagoga w Brodnicy
Synagoga w Brodnicy – nieistniejąca synagoga, która znajdowała się w Brodnicy przy dzisiejszej ulicy Pocztowej.
Synagoga została zbudowana w 1839 roku. Podczas II wojny światowej, 29 września 1939 roku hitlerowcy spalili synagogę, po czym jej zgliszcza zostały usunięte, a teren wyrównany, na którym wkrótce postawiono prymitywny budynek mieszkalny. Po zakończeniu wojny na jej miejscu mieścił się dworzec autobusowy, następnie targowisko, a obecnie parking.